# William Wilkins (arquitecto)
William Wilkins AR (31 de agosto 1778 - 31 de agosto 1839) fue un arquitecto inglés, estudioso de los clásicos y arqueólogo.
Wilkins nació en la parroquia de St. Giles, Norwich, era el hijo de un constructor de éxito que también logró una cadena de teatros. Su hermano George Wilkins fue archidiácono de Nottingham.
Estudió en Bury St Edmunds y en el Gonville and Caius College, Cambridge, se graduó en 1800. El premio de la soltería fue gastos de viaje (por valor de £ 100 para tres años) en 1801 fue capaz de conciertos de Grecia, Asia Menor, Magna Grecia y en Italia entre 1801 y 1804. Ha publicado investigaciones en tanto clásica y la arquitectura gótica, convirtiéndose en una de las principales figuras en el Inglés del renacimiento griego del siglo XIX. En su gira de las antigüedades clásicas de todo el Mediterráneo, que estuvo acompañado por el paisajista italiano Agostino Aglio, que había sido encargado por Wilkins como ponente en la expedición. Aglio suministrado los planos de las placas aguatinta de ilustraciones monumento en Wilkins volúmenes de la expedición, tales como el de Antigüedades de la Magna Grecia (1807).
Entre sus obras en el estilo neoclásico griego fueron The Grange, Northington, Reino Unido Hampshire, Downing College de Cambridge (1805 diseñado, construido 1807-1820, pero no se completó debido a la falta de fondos), la East India Company College, Haileybury (1809), el Teatro Real de Bury St Edmunds 1819, la Iglesia de San Pablo, George Street, Nottingham 1822, el University College de Londres (1825-1832) y el Museo de Yorkshire (1830).
También produjo los edificios de estilo gótico, que él prefería, incluida la labor realizada en la década de 1820 en el King's, Trinidad y Corpus Christi colleges de Cambridge, y casas de campo incluyendo Tregothnan y la Cámara Dalmeny.
Wilkins fue miembro de la Sociedad de Diletantes de 1817. En 1822-26, colaboró con John Peter Gandy en la Casa Club para el nuevo Club Unidos de la Universidad, en Pall Mall. Fue nombrado socio de la Royal Society en 1824, habida cuenta de miembro de pleno derecho en 1826 y nombrado profesor de arquitectura, después de John Soane.
Su obra más famosa, la Galería Nacional, fue completado en 1838, ha sido menos admirado por la crítica que algunos de sus otros edificios. Está enterrado en la capilla del Corpus Christi College, su favorito entre sus obras.

## Algunas publicaciones[9]
- Some Account of the Prior's Chapel at Ely in pages 105-12 Archaeologia XIV (1801)

- Antiquities of Magna Graecia (1807)

- Observations on the Porta Honoris of Caius College, Cambridge in Vetusta Monumenta, iv (1809)

- The Civil Architecture of Vitruvius: Comprising those Books of the Author which Relate to the Public and Private Edifices off the Ancients (1813 & 1817)

- Atheniensia, or Remarks of the Topography and Buildings in Athens (1816)

- Remarks on the Architectural Inscription Brought from Athens, and now Preserved in the British Museum in pages 580-603, Memoirs relating to European & Asiatic Turkey editó Rev. Robert Walpole (1817)

- On the Sculptures of the Parthenon in Travels in Various Countries editó Rev. Robert Walpole (1820)

- Report on the State of Sherborne Church (1828)

- Prolusiones Architectonicae or Essays on Subjects Connected with Grecian and Roman Architecture (1837)

- The Lydo-Phrygian Inscription in pages 155-60 of Transactions of the Royal Society of Literature of the United Kingdom, III (1839)